# Philippe Lecurieux
Pour les articles homonymes, voir Lecurieux.
Philippe Lecurieux (né  à Saint-Pierre en Martinique) est un athlète français, spécialiste du lancer du javelot.

## Biographie
Il est sacré champion de France du lancer du javelot en 1985 à Colombes.
Son record personnel, établi en 1985 à Antony, est de 82,56 m.
Il est le père et l'entraineur de Prescilla Lecurieux, également lanceuse de javelot et recordwoman de France junior